# Гевондян, Саркис Арутюнович
Саркис Арутюнович Гевондян — советский хозяйственный, государственный и политический деятель.

## Биография
Родился в 1904 году в Тифлисе. Член КПСС с 1929 года.
Участник Гражданской войны. С 1924 года — на хозяйственной, общественной и политической работе. В 1924—1975 гг. — ответственный исполнитель Народного комиссариата земледелия СССР, старший преподаватель, заместитель директора по учебной части Эриванского зооветеринарного института, инструктор Сельскохозяйственного отдела ЦК КП(б) Армении, директор ветеринарного научно-исследовательского института, заведующий Сельскохозяйственным отделом ЦК КП(б) Армении, 3-й секретарь ЦК КП(б) Армении, секретарь ЦК КП(б) Армении по пропаганде и агитации, 2-й секретарь Ереванского городского комитета КП(б) Армении, секретарь ЦК КП(б) Армении по животноводству, заместитель секретаря ЦК КП(б) Армении по животноводству, министр животноводства Армянской ССР, секретарь Президиума Верховного Совета Армянской ССР, директор Ереванского института животноводства и ветеринарии Министерства сельского хозяйства Армянской ССР, заведующий кафедрой Ереванского зооветеринарного института.
Избирался депутатом Верховного Совета Армянской ССР 1-го, 2-го, 3-го, 4-го созывов.
Умер в Ереване в 1972 году.